# Campionati europei di sollevamento pesi 1912
I Campionati europei di sollevamento pesi 1912, 17ª edizione della manifestazione, si svolsero a Vienna il 21 e il 22 settembre 1912.

## Formula
La formula prevedeva quattro serie di sollevamenti:
- sollevamento a strappo con la mano destra;
- sollevamento a strappo con la mano sinistra;
- sollevamento a distensione a due mani;
- sollevamento a slancio a due mani.

## Titoli in palio
| Categoria    | Eventi      |
| ------------ | ----------- |
| Pesi piuma   | 62,5 kg     |
| Pesi leggeri | 70 kg       |
| Pesi medi    | 80 kg       |
| Pesi massimi | Oltre 80 kg |

## Medagliere
| Posiz. | Nazione  | Oro | Argento | Bronzo | Totale |
| ------ | -------- | --- | ------- | ------ | ------ |
| 1      | Austria  | 4   | 4       | 3      | 11     |
| 2      | Germania | 0   | 0       | 1      | 1      |
| Totale | Totale   | 4   | 4       | 4      | 12     |